# Plug In Baby
„Plug In Baby“ je singl britské rockové kapely Muse z jejich druhého alba Origin of Symmetry. Je prvním singlem z tohoto alba. Ve Velké Británii byl poprvé uveřejněn 5. března 2001, později také jako dvojitý CD set. Píseň se objevila také na Hullabaloo, Absolution a Haarp DVD z Wembley. B-sidem je "Nature_1".
Všeobecnou chválu získal tento singl především za počáteční riff, který byl mnohokrát oceněn (např. v magazínu Total Guitar, nebo Kerrang!). Připomíná tokátu z Tokáty a fugy d-moll od Johanna Sebastiana Bacha.
Bellamy vysvětluje text písně těmito slovy: "Je to znovu o cestě evoluce, tak jako 'New Born'. Její dobrá a špatná stránka. Opouštění individuality a kolektivizace skrz kabely."

## Videoklip
Celý děj se odehrává v jednom bytu, kde vidíme jak hrající kapelu v ložnici, tak ženy se stříbrnými trubkami namísto končetin. Matt v tomto klipu používá JT-Res kytaru.

## Verze singlu
CD 1
1. "Plug In Baby" – 3:40
2. "Nature_1" – 3:39
3. "Execution Commentary" – 2:30
4. "Plug In Baby Video" – 3:40

CD 2
1. "Plug In Baby" – 3:40
2. "Spiral Static" – 4:43
3. "Bedroom Acoustics" – 2:34

Vinyl 7"
1. "Plug In Baby" – 3:40
2. "Nature_1" – 3:39

Francouzské CD
1. "Plug In Baby" – 3:40
2. "Nature_1" – 3:39

Japonské CD
1. "Plug In Baby" – 3:40
2. "Nature_1" – 3:39
3. "Execution Commentary" – 2:28
4. "Bedroom Acoustics" – 2:35

Holandské CD
1. "Plug In Baby"- 3:40
2. "Nature_1" – 3:39
3. "Spiral Static" – 4:43
4. "Plug In Baby" – Video

Německé CD
1. "Plug In Baby" – 3:40
2. "Nature_1" – 3:39
3. "Execution Commentary" – 2:28
4. "Spiral Static – 4:43

EP
Plug In Baby
EP od Muse
Vydáno 	12 March 2001
Nahráno 	1999–2001
Žánr 	Alternative rock
Stát 	Columbia
Producent 	David Bottrill, Paul Reeve
Muse chronology
Random 1-8
(2000) 	Plug In Baby
(2001) 	New Born

Plug In Baby bylo nahráno na EP 12. března 2001 v Greece and Cyprus od Columbia Records.
1. "Plug In Baby"
2. "Nature_1"
3. "Execution Commentary"
4. "Spiral Static"
5. "Bedroom Acoustics"